# شهرداری اوپلوتنیکا
شهرداری اوپلوتنیکا (به لاتین: Municipality of Oplotnica) یک منطقهٔ مسکونی در اسلوونی است که در اسلوونی واقع شده‌است. شهرداری اوپلوتنیکا ۳۳٫۲ کیلومتر مربع مساحت و ۴٬۱۱۶ نفر جمعیت دارد.